# (805) Hormuthia
(805) Hormuthia ist ein Asteroid des Hauptgürtels, der am 17. April 1915 vom deutschen Astronomen Max Wolf in Heidelberg entdeckt wurde.
Der Asteroid wurde nach Hormuth Kopff, der Ehefrau des deutschen Astronomen August Kopff, benannt.